# Insieme vuoto

Uno dei simboli usati per indicare l'insieme vuoto.

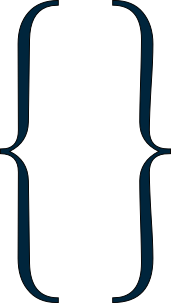
Altro simbolo dell'insieme vuoto.

Nella teoria degli insiemi si indica con insieme vuoto quel particolare insieme che non contiene alcun elemento.
Nella teoria assiomatica degli insiemi l'assioma dell'insieme vuoto ne postula l'esistenza. Partendo da questo sono costruiti tutti gli insiemi finiti. L'insieme vuoto è chiamato talvolta anche insieme nullo, ma ciò può creare confusione con il concetto esposto nella voce insieme nullo, argomento studiato in teoria della misura.
Diverse proprietà insiemistiche sono banalmente vere per l'insieme vuoto.

## Notazione
Solitamente l'insieme vuoto è indicato col simbolo {\displaystyle \{\}}, {\displaystyle \varnothing }, ∅ oppure {\displaystyle \emptyset }, usato per la prima volta dal gruppo di matematici, principalmente francesi, dell'inizio del XX secolo che scrivevano sotto lo pseudonimo collettivo di Nicolas Bourbaki (in particolare, fu il matematico André Weil ad introdurlo nel 1939). Non deve essere confuso con la lettera greca Φ (phi) o con la vocale scandinava Øø (sebbene Weil si sia ispirato proprio a questa).
Si noti che la notazione {{\displaystyle \varnothing }} indica l'insieme che contiene l'insieme vuoto e va pertanto non confusa con il semplice insieme vuoto {\displaystyle \varnothing }.
Per notare meglio le differenze tra i vari simboli, li si osservi uno a fianco all'altro: ∅ Øø Φ - il simbolo di insieme vuoto è basato su un cerchio, mentre la lettera scandinava è più simile a un ovale, come la lettera O; infine la barra della Φ è verticale e non obliqua.

## Proprietà
- l'insieme vuoto è un sottoinsieme di ogni insieme A:
{\displaystyle \forall A:A\supseteq \varnothing }
- l'unione di un qualunque insieme A con l'insieme vuoto è A:
{\displaystyle \forall A:A\cup \varnothing =A}
- l'intersezione di un qualunque insieme A con l'insieme vuoto è l'insieme vuoto:
{\displaystyle \forall A:A\cap \varnothing =\varnothing }
- il prodotto cartesiano di un qualunque insieme A con l'insieme vuoto è l'insieme vuoto:
{\displaystyle \forall A:A\times \varnothing =\varnothing }
- l'unico sottoinsieme dell'insieme vuoto è l'insieme vuoto stesso:
{\displaystyle \forall A:A\subseteq \varnothing \Longrightarrow A=\varnothing }
- il numero di elementi dell'insieme vuoto (vale a dire la sua cardinalità) è zero; l'insieme vuoto è quindi finito:
{\displaystyle |\varnothing |=0}
- data una proprietà qualunque:
  - per ogni elemento di {\displaystyle \varnothing } la proprietà è valida;
  - non esistono elementi di {\displaystyle \varnothing } per cui la proprietà vale;
- allo stesso modo, se per una qualche proprietà valesse che:
  - per ogni elemento di A la proprietà è valida;
  - non ci sono elementi di A per cui la proprietà vale;

allora {\displaystyle A=\varnothing }.
Poiché l'insieme vuoto è unico si parla dell'insieme vuoto e non di un insieme vuoto. Nella teoria degli insiemi, infatti, due insiemi sono uguali se hanno gli stessi elementi, quindi ci può essere un solo insieme senza elementi.
Considerato come sottoinsieme della retta reale (o, più in generale, di un qualsiasi spazio topologico), l'insieme vuoto è sia chiuso che aperto. Tutti i suoi punti frontiera (cioè nessun punto) appartengono all'insieme vuoto, che perciò è chiuso; ma anche tutti i suoi punti interni (ancora una volta nessun punto) appartengono all'insieme vuoto, che dunque è anche aperto. Inoltre l'insieme vuoto è un insieme compatto per il fatto che ogni insieme finito è compatto.
La chiusura dell'insieme vuoto è vuota. Questo fatto è noto come "conservazione dell'unione nulla".

## Problemi comuni
Il concetto di insieme vuoto non è la stessa cosa che il concetto di niente. È un insieme che non contiene niente al suo interno, ma un insieme è qualcosa. Questo fatto spesso causa difficoltà a chi lo incontra per la prima volta. Può essere d'aiuto immaginare un insieme come un contenitore di oggetti: un contenitore vuoto è vuoto, eppure certamente esiste.
L'insieme vuoto è un sottoinsieme di un qualunque insieme A. Per definizione di sottoinsieme, si ha che per ogni elemento x di {}, x appartiene ad A. Se non fosse vero che ogni elemento di {} si trova in A, allora dovrebbe esistere almeno un elemento di {} che non è presente in A. Ma dal momento che non ci sono elementi in {}, allora non esiste alcun elemento di {} che non sta in A, e dunque si può concludere che ogni elemento di {} si trova in A e quindi {} è un sottoinsieme di A. Questo concetto è spesso parafrasato con "tutto è vero per gli elementi dell'insieme vuoto" e può essere visto come una applicazione della regola logica "ex falso quodlibet".

## Teoria assiomatica degli insiemi
Nella teoria assiomatica degli insiemi nota come teoria degli insiemi di Zermelo-Fraenkel, l'esistenza dell'insieme vuoto è assicurata dall'assioma dell'insieme vuoto. L'unicità dell'insieme vuoto segue dall'assioma di estensionalità.
Ogni assioma che stabilisce l'esistenza di un qualunque insieme implica l'assioma dell'insieme vuoto, utilizzando lo schema di assiomi di specificazione. Per esempio, se {\displaystyle A} è un insieme, allora lo schema di assiomi di separazione permette la costruzione dell'insieme {\displaystyle B=\left\{\forall x\subset A:x\neq x\right\}}, che può essere definito come l'insieme vuoto.

## Esiste, o è necessario?
Sebbene l'insieme vuoto sia un concetto standard ed universalmente accettato in matematica, esistono persone che ancora manifestano qualche dubbio.
Jonathan Lowe ha affermato che anche se l'idea "è stata certamente una pietra miliare nella storia della matematica, … non dobbiamo assumere che la sua utilità nei calcoli sia dipendente dal suo denotare effettivamente un qualche oggetto". Non è chiaro se tale idea abbia un senso. "Tutto ciò di cui siamo a conoscenza riguardo all'insieme vuoto è che (1) è un insieme, (2) non ha elementi, e (3) è unico tra tutti gli insiemi che non hanno elementi. Però esistono molte cose che "non hanno elementi" nel senso della teoria degli insiemi — e cioè tutti i non-insiemi. È chiaro il motivo per cui questi oggetti non hanno elementi: perché non sono insiemi. Ciò che non è chiaro è come possa esistere, in modo univoco tra gli insiemi, un insieme che non ha elementi. Non possiamo evocare una tale entità semplicemente per accordo".
In seguito George Boolos, in "To be is to be the value of a variable…", Journal of Philosophy, 1984 (ristampato nel suo libro Logic, Logic and Logic), ha detto che si può fare molta strada utilizzando semplicemente la quantificazione multipla sugli oggetti, senza reificare gli insiemi come singole entità che hanno altre entità come membri.
In un libro recente Tom McKay ha espresso un'opinione negativa riguardo all'assunzione "singolarista" che le espressioni naturali che usano il plurale possano essere analizzate utilizzando surrogati del plurale, come i simboli per gli insiemi. Egli appoggia una teoria anti-singolarista che differisce dalla teoria degli insiemi nel fatto che non esiste l'analogo dell'insieme vuoto, ed esiste una sola relazione, fra (among in inglese), che è analoga sia al concetto di appartenenza che a quello di inclusione.

## Operazioni sull'insieme vuoto
Le operazioni sull'insieme vuoto (inteso come insieme di oggetti sui quali si effettua l'operazione) possono creare confusione. Per esempio, la somma degli elementi dell'insieme vuoto è zero, ma la moltiplicazione degli elementi dell'insieme vuoto è uno (è il prodotto vuoto). Questo fatto può sembrare sbagliato, dato che non ci sono elementi nell'insieme vuoto, e quindi sembra che non possa fare differenza se essi sono sommati o moltiplicati (dato che “essi” non esistono). In effetti, i risultati di queste operazioni rivelano di più sulle operazioni stesse di quanto non facciano sull'insieme vuoto. Per esempio, si noti che lo zero è l'elemento neutro per l'addizione, mentre l'uno è l'elemento neutro per la moltiplicazione.

## Estremi
Dato che l'insieme vuoto non ha elementi, quando viene considerato come sottoinsieme di un qualunque insieme ordinato risulta che ogni elemento di quell'insieme è sia un maggiorante che un minorante per l'insieme vuoto. Per esempio, quando l'insieme vuoto viene considerato un sottoinsieme dei numeri reali, con l'ordinamento usuale, risulta che ogni numero reale è sia maggiorante che minorante per esso. Quando viene considerato come sottoinsieme dei numeri reali estesi (formati aggiungendo i due "numeri" (o punti) "meno infinito", indicato con {\displaystyle -\infty } e "più infinito", indicato con {\displaystyle +\infty } ai numeri reali, definiti in modo tale che {\displaystyle -\infty } è minore di qualunque numero reale e {\displaystyle +\infty } è maggiore di qualunque numero reale) si ha che: 
{\displaystyle \sup(\varnothing )=\min(\{-\infty ,+\infty \}\cup \mathbf {R} )=-\infty },
e
{\displaystyle \inf(\varnothing )=\max(\{-\infty ,+\infty \}\cup \mathbf {R} )=+\infty }.
E cioè, il più piccolo maggiorante (sup o estremo superiore) è {\displaystyle -\infty \!\,}, mentre il più grande minorante (inf o estremo inferiore) è {\displaystyle +\infty \!\,}.

## L'insieme vuoto e lo zero
In precedenza si è affermato che l'insieme vuoto ha zero elementi, o che la sua cardinalità è zero. La connessione tra questi due concetti va oltre: nella definizione astratta di numero naturale lo zero è per definizione associato all'insieme vuoto, l'uno all'insieme con unico elemento l'insieme vuoto, e così via, in questo modo:
```
0 = {}
1 = { 0 } = { {} }
2 = { 0, 1 }  = { {}, { {} } }
3 = { 0, 1, 2 } = { {}, { {} },  { {}, { {} } } }.
```

## Teoria delle categorie
Se A è un insieme, allora esiste esattamente una funzione f da {} a A, la funzione vuota. Di conseguenza, l'insieme vuoto è l'unico oggetto iniziale della categoria degli insiemi e delle funzioni.
L'insieme vuoto può essere considerato uno spazio topologico in un unico modo (definendolo aperto); questo spazio topologico vuoto è l'unico oggetto iniziale nella categoria degli spazi topologici con funzioni continue.